# Heterocoelia nigriventris
Heterocoelia nigriventris är en stekelart som först beskrevs av Anders Gustav Dahlbom 1845.  Heterocoelia nigriventris ingår i släktet Heterocoelia, och familjen dvärggaddsteklar. Arten är reproducerande i Sverige.